# 文亨進
文 亨進（ムン・ヒョンジン、ム・ニョンジン、朝鮮語: 문형진、英語: Moon Hyung-jin 別名 Sean Moon、1979年9月26日 - ）は、韓国系のアメリカ人宗教家。
世界平和統一家庭連合の教祖文鮮明と韓鶴子の7男。教団を脱会し、2015年1月に「世界平和統一聖殿」を設立した。

## 概要
アメリカ合衆国ニューヨーク州ウェストチェスター生まれ。統一教会の文鮮明と韓鶴子は14人の子供を持ったが、息子の中では末っ子である。事業など様々な面に携わる他の兄弟とは異なり、父親の後を引き継ぎ、唯一信徒を指導する牧会者として活動してきた。「ハーバード大学で哲学と神学を学んだ」とされていたが、後に学歴詐称が発覚した。在学していたと自称していた学生時代には仏教に傾倒して髪を剃り、僧服を着用していた。超宗教的な活動にも積極的で、チベット仏教の最高指導者、ダライラマ、韓国最大の仏教宗派、曹渓宗(チョゲチョン)の前総務院長である法藏(ポブジャン)など面会している。
18歳で結婚し、5人の子供がいる。
2008年4月、統一教会の公式発表により宗教分野の後継者とされた。
2012年9月3日に文鮮明が死去すると、その後統一教会とは活動を別にし、2015年1月に「世界平和統一聖殿」を設立した。
2018年1月、アラバマ州にある南部貧困法律センターは、文亨進を「反LGBTのカルトリーダー」と表現した。

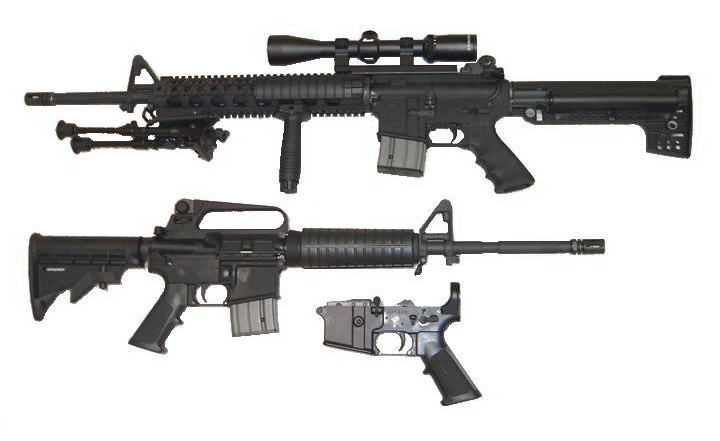
AR-15

世界平和統一聖殿は自動小銃「AR-15」を重要視する事でも知られ、2021年アメリカ合衆国議会議事堂襲撃事件にも参加した。

## 年表
- 1979年

9月26日　文鮮明と韓鶴子の7男としてアメリカ合衆国ニューヨーク州ウェストチェスターで誕生。
- 1997年

9月6日 父、文鮮明から祝福を受ける（結婚）。
- 2000年

7月　非営利教育諮問機関「ターニングポイント・ オブ・ライフ(Turning Point of Life)」を設立。
- 2005年

2006年まで、イタリア、ローマ、インド（ダラムサラ）、中国、台湾、日本、フィリピンなどの宗教聖地を訪問。
8月～1月　米国、統一神学校(UTS)で5回にかけて「天和堂修錬」と題する修練回を指導。
- 2006年

6月 ハーバード神学大学院（比較宗教学専攻）卒業（※アイビーリーグのいわゆるハーバード大学とは異なる）。
9月11日～2007年1月12日　清心神学大学院大学で「天一国民修錬会」と題する修練回を指導。
- 2007年

1月19日　「天一教育院」を設立。
来日し、妻と共に統一教会の11地区（鹿児島、宮崎、熊本、大分、沖縄）を訪問。8月27日から31日までは7地区（兵庫、岡山、鳥取）を訪問。
8月5日 韓国ソウル麻浦(マポ)教会長に就任し、同年11月25日まで、礼拝を担当する。
12月1日 韓国ソウル本部教会長に就任し、礼拝を担当する。
- 2008年

2月26日　早稲田大学訪問
2月28日　新宿教会訪問
5月30日　杉並教会訪問
6月30日　狭山公園訪問
7月2日　　浅草訪問
10月23日　下関港訪問
韓国の雑誌『ヘッドラインニュース（Headline News）』1月号で紹介され、表紙を飾る。
4月18日 「世界平和統一家庭連合」世界会長と韓国会長に就任。韓国・清平にある天正宮博物館で離・就任式が行われた。
韓国の月刊誌『プレジデント』8月号にインタビューが掲載され、表紙を飾る。
4月 統一運動における宗教分野については7男の亨進が後継者になると公表された。
7月6日／10月12日　太平聖代神文明平和祝福結婚式で主礼を努める。
- 2009年

6月24日～26日　愛知訪問
10月7日　日本統一教会創立50周年記念で講話

## 著書
- 『The Moment』
- 『天和堂―心身統一と家庭和合の修練』（光言社 2007年12月5日） ISBN 978-4-87656-327-2
- 『はげ頭と苺』』（光言社　2007年4月21日） ISBN 978-4-87656-330-2